# اینگزائوک
اینگزائوک (به لاتین: Aingzauk) یک منطقهٔ مسکونی در میانمار است که در ناحیه آیه‌یاروادی واقع شده‌است.